# Apogonia ventralis
Apogonia ventralis är en skalbaggsart som beskrevs av Moser 1913. Apogonia ventralis ingår i släktet Apogonia och familjen Melolonthidae. Inga underarter finns listade i Catalogue of Life.